# Сениця (Західнопоморське воєводство)
Сениця (пол. Sienica, нім. Jakobsdorf) — село в Польщі, у гміні Каліш-Поморський Дравського повіту Західнопоморського воєводства.
Населення — 145 осіб (2011).
У 1975-1998 роках село належало до Кошалінського воєводства.

## Демографія
Демографічна структура станом на 31 березня 2011 року:
|          | Загалом | Допрацездатний вік | Працездатний вік | Постпрацездатний вік |
| -------- | ------- | ------------------ | ---------------- | -------------------- |
| Чоловіки | 78      | 20                 | 53               | 5                    |
| Жінки    | 67      | 13                 | 40               | 14                   |
| Разом    | 145     | 33                 | 93               | 19                   |